# Powstanie w Panonii
Powstanie w Panonni – zbrojne wystąpienie, które miało miejsce w latach 6–9 n.e.
Po zakończonych sukcesem Tyberiusza kampaniach germańskich w latach 4–5 n.e. w następnym roku celem Rzymian stali się Markomanowie, których 70-tysięczna armia pod wodzą Marboda zagrażała posiadłościom rzymskim w Ilirii i Recji. W roku 6 n.e. szykujący się do uderzenia w kierunku Bohemii Tyberiusz zmuszony został jednak do zaniechania akcji po tym jak w Panonii (Dalmacji) wybuchło wielkie powstanie antyrzymskie. Siły powstańców liczyły 200 tysięcy ludzi, którzy uderzyli na tereny przygraniczne w Panonii oraz Macedonii. Pozbawieni głównej armii (rozlokowanej wówczas w Germanii) obywatele rzymscy szybko stali się ofiarami powstańców, którzy wymordowali wielu z nich. Na czele rebeliantów stanęli dwaj wodzowie o imieniu Bato (Baton) z Dalmacji i Panonii. Do pierwszych walk doszło w południowej Panonni. Powodem niezadowolenia ludności stały się tu wysokie podatki nakładane przez Rzymian na miejscową ludność. Po krótkim czasie powstanie objęło całą Panonnię.
Dopiero po wysłaniu w te rejony głównych sił Rzymian, walki na północy ustały. Drugi przywódca powstańców Bato zgodził się w końcu na rozmowy pokojowe. Jednak na południu starcia nie ustały i trwały jeszcze prawie 4 lata. Tyberiusz posłał w to miejsce do 15 legionów wojska, które toczyły zacięte walki z plemionami dalmatycko-iliryjskimi w rejonie rzeki Sawy. W roku 9 n.e. powstanie ostatecznie stłumiono a Panonia stała się rzymską prowincją.